# The Republic of Desire
The Republic of Desire war eine finnische Death- und Industrial-Metal-Band aus Lappeenranta, die 1997 gegründet wurde und sich ca. 2011 auflöste.

## Geschichte
Die Band wurde 1997 von Kalle Lindberg (Gesang, Musikprogrammierung, Keyboard) und dem Gitarristen Lasse Alander gegründet. Im folgenden Jahr schloss sich unter dem Namen GrooveCore ein erstes Demo an, dem 1999 und 2001 die EPs Biopreparat und Songs of Betrayal folgten. Währenddessen veränderte sich die Besetzung mehrfach mit dem Gitarristen Panu Askonen und dem Perkussionisten Heikki Multanen, die zur Band kamen und diese wieder verließen. Bis 2002 hatte sich die Besetzung stabilisiert. Neben Alander und Lindberg bestand sie nun aus  dem Bassisten Paavo Alander und dem Schlagzeuger Matti Jarva. Der Keyboarder Erik „ERK_Z“ Zacharias komplettierte als letztes die Besetzung. Daraufhin wurde das selbstfinanzierte Debütalbum 2.0 Beta (2002) aufgenommen, dem sich die EP Kvber (2005) anschloss. Durch die EP wurde Ammonite Industries auf die Band aufmerksam und nahm sie unter Vertrag. Nach weiteren Besetzungswechseln, mit Zacharias, der nun live nicht mehr in Erscheinung trat, sondern nur noch im Studio tätig war, und dem Hinzukommen des neuen Gitarristen Arto Eskola, folgte mit REALpolitik (2007) das nächste Album. Im Mai 2011 schloss sich über Inverse Records unter dem Namen Tower ein weiteres Album an. Danach kam es zur Auflösung der Band.

## Stil
Gareth J M Saunders von 195metalcds.wordpress.com bezeichnete REALpolitik als eine Mischung aus Death Metal und Industrial, mit für den Thrash Metal typisch klingenden E-Gitarren, schnellem Doublebass und aggressivem Gesang. Die Lieder seien interessant gestaltet und dynamisch, wobei Letzteres vor allem durch die E-Gitarren, das Keyboard, den Gesang und die verschiedenen elektronischen Klänge bewirkt werde.

## Diskografie
- 1998: GrooveCore (Demo, Eigenveröffentlichung)
- 1999: Biopreparat (EP, Eigenveröffentlichung)
- 2001: Songs of Betrayal (EP, Eigenveröffentlichung)
- 2003: 2.0 Beta (Album, Pornosonic Sound)
- 2005: Kvber (EP, Pornosonic Sound)
- 2007: REALpolitik (EP, Ammonite Industries)
- 2010: The Imperium (Single, Eigenveröffentlichung)
- 2011: Tower (Album, Inverse Records)